# Tachinomyia montana
Tachinomyia montana là một loài ruồi trong họ Tachinidae.